# Daniel Solas
Pour les articles homonymes, voir Solas (homonymie).
Daniel Solas, né le 17 septembre 1946 à Gond-Pontouvre, est un footballeur français. Il est le père de David Solas et Rodolphe Solas et le grand père de Louna Solas et Alba Solas Martinez.

## Carrière
Daniel Solas, 1,70 m, 68 kg, arrière gauche, libéro ou milieu de terrain défensif, sera tout au long de sa carrière loué pour sa combativité, son activité, la clairvoyance de son placement et ses capacités d'interception et d'intervention[réf. nécessaire].

### Du CFA à la Coupe d'Europe
Il débute dans sa ville natale de Gond-Pontouvre, en périphérie nord d'Angoulême. Il n'a pas 16 ans lorsque le Gallia-Club de Gond-Pontouvre monte en division d'honneur en 1962, ratant de peu la montée en 1963 puis 1964. La bonne année sera 1965. Le Gallia-Club est champion de Division d'Honneur du Centre-Ouest et accède au CFA (Groupe Sud-Ouest) et y jouera deux saisons, 1966 et 1967. Les Gonpontolviens seront aussi 1/32e de finaliste de Coupe de France en 1967, toujours avec Daniel Solas comme titulaire en milieu de terrain. C'est pourtant la fin d'une époque : l'entraîneur Jean Saupin, qui avait fait monter le club de la Promotion de Ligue au CFA, quitte la Charente. Daniel Solas signe, en juillet 1967, comme stagiaire à l'AS Angoulême, équipe professionnelle de Division 2. 
Sa première année est époustouflante. Comme arrière gauche, il atteint avec Angoulême la demi-finale de la Coupe de France. Les Charentais - demi-finalistes pour la deuxième année consécutive - forcent Saint-Étienne, champion de France en titre (avec les Jacquet, Herbin, Larqué), à un match nul au Parc des Princes à Paris et ne s'inclinent qu'en match d'appui. Saint-Étienne réalisera le doublé 1967-68. La saison suivante est exceptionnelle pour Angoulême, deuxième de division 2, survolée en compagnie de Angers. Angoulême jouera les barrages pour la montée en division 1 et atteindra son Graal en battant Monaco (17e de division 1) 2-0 en match d'appui, à nouveau au Parc des Princes. 
Daniel Solas signe alors un contrat professionnel de trois ans avec le club angoumoisin. L'euphorie se poursuit puisque Angoulême, pour sa première saison en Division 1 (1969-70), finit 4e et devient européen. À cause d'une blessure, la saison de Daniel Solas n'avait commencé que lors de la 7e journée lors d'un Angoulême-Rennes (3-0), ses débuts en division 1. Il débuta en défense mais passa la saison comme milieu défensif voire parfois offensif. La saison suivante, il jouera donc en 1970-71 les deux seuls matches de coupe de l'UEFA de l'histoire du club (à l'époque Coupe des villes de foires) contre le Vitória de Guimarães. Il sera un pilier du milieu du terrain mais Angoulême frisera la relégation, étant en danger une bonne partie de la saison.

### Du Paris SG à la Corse
En 1971-72, le tout nouveau Paris SG, promu en division 1, propose alors à Daniel Solas deux ans de contrat, rachetant la dernière année du contrat de l'angoumoisin avec son ancien club. Il est le prototype du défenseur au Paris SG, d'abord comme libero durant les dix premières journées et parfois arrière gauche. Ensuite, il passe en milieu défensif mais, selon les besoins, joue aussi certains matches comme libero ou arrière gauche ! Il verrouille le milieu pour mener le jeu en compagnie de Leonetti, autre ancien angoumoisin comme l'entraîneur Phelipon. Daniel Solas se blesse après la 30e journée et ratera les huit derniers matches de la saison. 
Après un maintien délicat, la section professionnelle du Paris SG devient le Paris FC la saison suivante, à la suite de la scission entre Paris et Saint-Germain. Daniel Solas accepte de rejoindre le Paris FC pour sa deuxième année de contrat. Titulaire en début de saison en milieu de terrain, on retient son duel avec Roger Magnusson et la bronca des 39 021 spectateurs du Parc des Princes lors d'un Paris FC 1-3 Marseille, le Suédois ayant été accusé tout le match de rudoyer Solas l'accrocheur ! Les apparitions de Daniel Solas seront plus épisodiques en deuxième partie de saison, mais il contribuera au difficile maintien du Paris FC avec lequel il éliminera Bastia en Coupe de France, finaliste l'année précédente. 
Libre en 1973, Daniel Solas signe alors un contrat de deux ans avec le SEC Bastia. Il est titulaire devant la défense comme milieu défensif. La saison bastiaise est poussive. Dixième à quatre journées de la fin, Bastia perd lourdement ses trois derniers matches, se maintenant finalement à la différence de buts. La deuxième saison de Daniel Solas sera moins brillante, l'entraîneur Pierre Cahuzac l'utilisant comme remplaçant "de luxe". Equipe équilibrée et robuste, Bastia va figurer parmi les tout meilleurs de division 1 cette saison-là, étant aussi demi-finaliste de la Coupe de France 1975. À l'inter-saison, Daniel Solas quitte la division 1 pour Caen et trois ans en division 2. 
Caen est alors promotionnel (amateur). Pour son retour à ce niveau, Caen termine à une honorable sixième place. Le club normand commencera la saison 1976-77 avec une suspension de deux mois pour Solas et Antic, au motif qu'un club amateur n'a pas le droit de rémunérer des joueurs. Mauvaise saison pour Daniel Solas qui sera expulsé début 1977 pour la seule et unique fois de sa carrière. Impulsif sur le moment, il sera sanctionné pour avoir protesté près de l'arbitre, alors que l'adversaire du jour, Boulogne, faisait un match ultra défensif. De libero, il passera au milieu et Caen se maintiendra lors de la dernière journée, en condamnant le FC Lorient, adversaire du jour. La saison suivante, Daniel Solas redeviendra libero mais Caen sera finalement relégué en 3e division en 1978. 
Le temps sera venu de tirer la révérence au haut niveau et Daniel Solas finira sa carrière en division 4 à l'AC Amboise, près de Tours, puis à la JS Sireuil (Charente).

## Dates et statistiques
- Débuts en Division 1 (Saison 1969-70) : Angoulême 3-0 Rennes, 7e journée, 3.234 spectateurs, à Angoulême, 17 septembre 1969.
- Unique but en Division 1 (Saison 1970-71) : Strasbourg 2-1 Angoulême, 37e journée, 8.761 spectateurs, à Strasbourg, 19 juin 1971 - But de Daniel Solas à la 65e minute (2-1).
- Coupe de l'UEFA :
  - 16 septembre 1970 : Vitória Guimarães 3-0 Angoulême (A Porto, 10 000 spectateurs - 1/32 de finale, match aller).
  - 30 septembre 1970 : Angoulême 3-1 Vitória Guimarães (A Angoulême, 8 000 spectateurs - 1/32 de finale, match retour).
- Barrages d'accession à la Division 1 :
  - 27 juin 1969 : Monaco 0-1 Angoulême (A Monaco, 3 846 spectateurs - Match retour).
  - 2 juillet 1969 : Angoulême 2-0 Monaco (À Paris, 10 537 spectateurs - Match d'appui).
- Division 1 : 161 matches (dont 148 comme titulaire), 1 but.
- Division 2 : 157 matches (dont 152 comme titulaire), 2 buts.
- Coupe de France : 26 matches (dont 25 comme titulaire), 0 but.
- Coupe de l'UEFA : 2 matches (dont 2 comme titulaire), 0 but.
- Barrages d'accession à la Division 1 : 2 matches (dont 2 comme titulaire), 0 but.
- Carton jaune : aucun.
- Carton rouge : 1 (Expulsion pour protestation - Caen 1-1 Boulogne, 19e journée, à Caen, 22 janvier 1977, division 2 - groupe B).